# Драгутин Маслаћ
Драгутин Маслаћ (?, 1875 — Београд, 1937) био је српски архитекта и један од зачетника архитектонске критике у Србији. Значајно је утицао на развој Српског националног стила у архитектури између два светска рата. Осим што је радио као пројектант, радио је и у Министарству грађевина и један је од оснивача Удружења српских инжињера и архитеката као и Клуба архитеката.

## Дела
У заградама су наведене године почетка и довршетка градње.

### Јавне зграде и урбано уређење
- Среско начелство и суд у Прокупљу (1909-1911)[1]
- Пројекат Начелства и суда у Ужицу (1910)
- Зграда Гимназије у Чачку (1912-1926)
- Пројекат за Цветни трг у Београду (1910-1911)
- Дом ученица у Крунској улици бр. 8 у Београду (1911)
- Конкурсни пројекат Споменика српским жртвама на острву Виду (1916)

### Стамбене зграде
- Нинчићева палата на Обилићевом венцу (1920), Београд
- Куће у улици Молеровој бр. 31-33 (1922), Београд
- Зграда у улици Кнеза Милоша бр. 64 (1921-1933), Београд
- Зграда у улици Краља Милана бр. 31 (1924), Београд
- Кућа Дамјановића на Славији (1927), Београд
- Палата Ристић у Скопљу (1927)
- Замак на Хисару (1929)
- Кућа породице Гутман, ул. Васе Стајића 3 (1925), Нови Сад

### Цркве
- Св. Ђорђе на Чукарици, коаутор арх. Василија Андросова (1928-1932)
- Св. Никола у Шилопају (1936-1939)
- Капела Св. Луке на гробљу у Пожеги (1931)

## Галерија
- Св. Никола у Шилопају (1936-1939)
- Улазна врата цркве у Шилопају
- Гимназија у Чачку
- Ристићева палата